# Sentinel-1
De Sentinel-1-missie is een onderdeel van het Copernicus-programma van de Europese Ruimtevaartorganisatie (ESA). Sentinel satellieten worden gebruikt voor aardobservatie. De Sentinel-1 missie bestaat uit vier satellieten waarbij gebruik wordt gemaakt van een Apertuursyntheseradar.

## Missie
Deze missie bestaat uit twee satellieten, 180° tegenover elkaar, in een polaire satellietbaan.  Zij doen waarnemingen in de C-band (5,405 GHz) door middel van een Apertuursyntheseradar (Synthetic aperture radar of SAR) hetgeen toelaat beelden te maken onafhankelijk van het weer.

## Doelen
De missie dekt om de twee weken de totale landmassa op aarde.  
De opdrachten zijn de volgende:
- opvolgen van het zee-ijs
- in kaart brengen van humanitaire hulp in crisistijd
- bewaken van het mariene milieu
- analyseren van risico's op landverschuivingen
- in kaart brengen van landoppervlakken: landbouw en bosbouw

Op dagelijkse basis zullen het zee-ijs, de Europese kusten en de scheepvaartroutes waargenomen worden. De open oceanen zullen continu waargenomen worden.  Dit alles in het kader van de klimaatverandering.  Verwacht wordt dat de satellieten gedurende zeven jaren gegevens doorzenden.  Zij hebben voor twaalf jaar brandstof aan boord.  Om de grote stroom gegevens continu ter beschikking te stellen van de talrijke gebruikers kunnen de satellieten verbinding maken via laser met het European Data Relay System.

## Satellieten
De satellieten worden gebouwd door een industrieel consortium. De hoofdaannemer is Thales Alenia Space Italië. Astrium Duitsland en Engeland zijn verantwoordelijk voor de apertuursyntheseradar.
De satellieten worden gestabiliseerd rond de drie assen.  Hiertoe wordt gebruik gemaakt van de zon en bepaalde sterren.  Ook een klassieke gyroscoop wordt gebruikt samen met vier reactiewielen. Elke as kan binnen de 0,004° worden gepositioneerd. 
De satellieten zijn uitgerust met twee zonnepanelen die op het einde van de levensduur nog 5900 watt kunnen produceren. Bij de lancering weegt elke satelliet 2300 kg.
De eerste satelliet (Sentinel-1A) werd gelanceerd op 3 april 2014 vanaf de Europese ruimtebasis in Kourou in Frans-Guyana met een Sojoez raket. De tweede (Sentinel-1B) werd gelanceerd op 25 april 2016.
| Satelliet   | Lancering             |
| ----------- | --------------------- |
| Sentinel-1A | 3 April 2014          |
| Sentinel-1B | 25 April 2016         |
| Sentinel-1C | 5 december 2024       |
| Sentinel-1D | medio 2025 (planning) |

## Zonsynchrone baan
De omloopbaan is een zogenaamde zonsynchronebaan.  Dit betekent dat de satelliet elke plaats op aarde op hetzelfde uur overvliegt.  Bijvoorbeeld als de satelliet om elf uur lokale tijd over de Benelux vliegt, vliegt ze een uur later ook om elf uur lokale tijd over de Britse Eilanden omdat de aarde onder de baan doorgeschoven is.  Tevens wordt het baanvlak van de satelliet elke dag één graad naar het oosten opgeschoven omdat de aarde zich ook ongeveer één graad heeft verplaatst rond de zon (de aarde draait in een jaar 360 graden rond de zon, dus ongeveer één graad per dag).  Vandaar: zonsynchroon.  Dit heeft als voordeel dat de zon elke dag onder dezelfde hoek schijnt.  Dit is nodig om verschillende seizoenen en jaren te kunnen vergelijken.  De baan heeft een inclinatie van 98°.